# Cap-aux-Meules
Cap-aux-Meules é um antigo município localizado na Ilha Grindstone, nas Ilhas da Madalena, província de Quebec. A anterior administração municipal foi, em 1 de janeiro de 2002, incorporada à aglomeração urbana do concelho de Les Îles-de-la-Madeleine.